# Assassinat a les Landes
Assassinat a les Landes és un telefilm francès del 2017 dirigit per Jean-Marc Thérin. Es va emetre per primer cop el 23 de juny de 2017 al canal suís RTS Un. Va comptar amb una preestrena el 5 de setembre de 2017 al cinema Rex de Sòrts e Òssagòr, el 7 de setembre es va emetre al canal belga La Une i el 9 de setembre a France 3. S'ha doblat al valencià per a À Punt i al català central per a TV3.
El telefilm es va rodar del 6 de febrer al 3 de març de 2017 a Sòrts e Òssagòr i Sent Sever (escenes exteriors de la gendarmeria) i a la costa de les Landes.
Es va estrenar en DVD el 26 de setembre de 2018, editat per LCJ Editions.
És un dels 10 episodis emblemàtics seleccionats per RTBF per celebrar el 10è aniversari de la col·lecció Assassinats a... i que va estar disponible durant sis mesos a la plataforma digital Auvio.

## Sinopsi
Juliette Laborde apareix empalada en una escultura durant la seva inauguració a Sòrts e Òssagòr en presència del seu creador, Antoine Duprat. L'agent judicial de duanes Walter Beaumont i la capitana de gendarmeria Isabelle Hirigoyen treballaran conjuntament per resoldre la investigació. Els dubtes estan en si hi ha una relació amb la llegenda que diu que l'any 1450 una pastoreta va ser assassinada en les mateixes condicions a Biscarròssa, o si aquest assassinat està vinculat a una investigació, dirigida pel mateix Beaumont, relacionada amb una sospita de tràfic i per la qual va ser condemnada la mateixa Laborde.